# پنوم کولن
پنوم کولن (به لاتین: Phnom Kulen) یک کوه و محوطه باستانی در کامبوج است که در استان سیم ریپ واقع شده‌است. پنوم کولن ۴۸۷ متر بالاتر از سطح دریا واقع شده‌است.